# Pragobanka Cup 1995
Der Pragobanka Cup 1995 war die zweite Austragung des seit dem Vorjahr in Tschechien stattfindenden Eishockeyturniers. Dieses Turnier wurde Teil der seit 1996 stattfindenden Euro Hockey Tour. Auch im Jahre 1995 spielte neben den Nationalmannschaften Schwedens, Russlands und Tschechiens noch die der Slowakei.
Die Spiele des Jahres 1995 fanden vom 31. August bis 3. September vor insgesamt 22.884 Zuschauern in Zlín statt.
Die Tschechische Nationalmannschaft konnte auch das zweite Heimturnier gewinnen.

## Spiele
| 31. August 1995 | Slowakei Miroslav Šatan Peter Bondra Peter Pucher Vlastimil Plavucha Jozef Daňo | 5:3 (3:1, 0:1, 2:1) | Schweden Per-Erik Eklund Fredrik Modin Niklas Eriksson | Zlín Zuschauer: 2.643 |

| 31. August 1995 | Tschechien Radek Bělohlav Martin Procházka Roman Horák Pavel Patera | 4:1 (1:0, 2:0, 1:1) | Russland Igor Iwanow | Zlín Zuschauer: 4.500 |

| 1. September 1995 | Schweden Niklas Eriksson (31.) Fredrik Modin (45.) Per Gustafsson (48.) Mattias Öhlund (59.) | 4:1 (0:0, 1:0, 3:1) | Russland Alexander Winogradow (48.) | Zlín Zuschauer: 0519 |

| 2. September 1995 | Tschechien Viktor Ujčík (3.) Pavel Patera (8.) Viktor Ujčík (16.) Radek Bělohlav (17.) Martin Procházka (19.) Roman Meluzín (39.) Martin Procházka (40.) Radek Bělohlav (54.) | 8:2 (5:1, 2:1, 1:0) | Slowakei Juraj Kledrowetz (11.) Miroslav Šatan (38.) | Zlín Zuschauer: 8.000 |

| 3. September 1995 | Slowakei Ľubomír Kolník (1.) Oto Haščák (26.) Peter Bondra (38.) Ľubomír Kolník (40.) Peter Bondra (58.) | 5:2 (1:0, 3:0, 1:2) | Russland Dmitri Jatschanow (49.) Dmitri Krasotkin (60.) | Zlín Zuschauer: 1.000 |

| 3. September 1995 | Schweden Per Gustafsson (28.) Niklas Eriksson (29.) Anders Huusko (41.) | 3:1 (1:0, 0:2, 0:1) | Tschechien Aleš Zima (18.) | Zlín Zuschauer: 6.222 |

## Tabelle
| Pl. | Nationalmannschaft | Sp | S | U | N | Tore  | Punkte |
| 1.  | Tschechien         | 3  | 2 | 0 | 1 | 13:06 | 4      |
| 2.  | Schweden           | 3  | 2 | 0 | 1 | 10:07 | 4      |
| 3.  | Slowakei           | 3  | 2 | 0 | 1 | 12:13 | 4      |
| 4.  | Russland           | 3  | 0 | 0 | 3 | 04:13 | 0      |

## Die besten Spieler
Beste Spieler
| Torwart      | Roman Čechmánek  |
| Verteidigung | Per Gustafsson   |
| Stürmer      | Martin Procházka |

All Stars
| Torwart      | Jaroslav Kameš                                 |
| Verteidigung | Per Gustafsson – Jiří Vykoukal                 |
| Stürmer      | Martin Procházka – Pavel Patera – Peter Bondra |